# Luciano Onder
Luciano Onder (né le 11 juillet 1943 à Rome, Italie) est un journaliste, animateur de télévision et vulgarisateur scientifique italien. De 1966 à 2014, il contribue à la vulgarisation scientifique sur la Rai, où il a dirigé Medicina 33. Depuis 2014, il travaille sur la chaîne TG5 du groupe Mediaset.

## Biographie
Né à Rome en 1943, il obtient son diplôme en histoire moderne à l'université de Rome « La Sapienza »  en 1965 avec le professeur Renzo De Felice. À partir de 1966, il enseigne à l'université de Rome « La Sapienza » et commence à travailler à la Rai.
En septembre 2014, il rejoint l'équipe de TG5 et TGcom24, où il s'occupe du programme santé, au sein de l'émission Mattino Cinque.
Il dirige également l'émission de médecine La casa della salute sur San Marino RTV.

## Émissions
- Medicina 33 (1966-1975; Rete 2, 1976-1983; Rai 2, 1983-2014)
- TG2 Salute (Rai 2, 1995-2008)
- La casa della salute (San Marino RTV, depuis 2013)
- TG5 (Canale 5, depuis 2014)
- TGcom24 (depuis 2014)
- La salute prima di tutto - dans l'émission Mattino Cinque (Canale 5, depuis 2015)
- TG5 Salute (Canale 5, depuis 2016)

## Prix et récompenses
- Prix Saint-Vincent du journalisme, pour l'émission Medicina 33, 2004
- Prix Ischia international du journalisme (it), 2013[1]
- Docteur honoris causa en médecine et chirurgie de l'université de Parme, 31 mars 2014[2]

## Décorations
- Médaille d'argent du Mérite de la santé publique (it), 2 avril 2003[3]
- Chevalier de l'ordre du Mérite de la République italienne, 2 juin 2004[4]